# Hannoverscher Sportverein von 1896 1968-1969
Questa voce raccoglie le informazioni riguardanti l'Hannoverscher Sportverein von 1896 nelle competizioni ufficiali della stagione 1968-1969.

## Stagione
Nella stagione 1968-1969 l'Hannover, allenato da Zlatko Čajkovski, concluse il campionato di Bundesliga all'11º posto. In Coppa di Germania l'Hannover fu eliminato ai quarti di finale dal Norimberga. In Coppa delle Fiere l'Hannover fu eliminato agli ottavi di finale dal Leeds Utd.

## Rosa
| N. |                     | Ruolo | Calciatore             |
| -- | ------------------- | ----- | ---------------------- |
|    | Germania (bandiera) | P     | Bernd Helmschrot       |
|    | Germania (bandiera) | P     | Horst Podlasly         |
|    | Germania (bandiera) | D     | Peter Anders           |
|    | Germania (bandiera) | D     | Klaus Bohnsack         |
|    | Germania (bandiera) | D     | Hans-Josef Hellingrath |
|    | Germania (bandiera) | D     | Bernd Kettler          |
|    | Germania (bandiera) | D     | Otto Laszig            |
|    | Germania (bandiera) | D     | Peter Loof             |
|    | Germania (bandiera) | D     | Kurt Ritter            |
|    | Germania (bandiera) | D     | Rainer Stiller         |
|    | Germania (bandiera) | C     | Christian Breuer       |
|    | Germania (bandiera) | C     | Norbert Irtel          |

| N. |                     | Ruolo | Calciatore        |
| -- | ------------------- | ----- | ----------------- |
|    | Germania (bandiera) | C     | Klaus Plischke    |
|    | Germania (bandiera) | C     | Rüdiger Reschke   |
|    | Germania (bandiera) | C     | Hans Siemensmeyer |
|    | Germania (bandiera) | C     | Rainer Zobel      |
|    | Germania (bandiera) | A     | Wilfried Ahnefeld |
|    | Germania (bandiera) | A     | Jürgen Bandura    |
|    | Germania (bandiera) | A     | Claus Brune       |
|    | Germania (bandiera) | A     | Jupp Heynckes     |
|    | Germania (bandiera) | A     | Frank Obermeyer   |
|    | Croazia (bandiera)  | A     | Josip Skoblar     |
|    | Germania (bandiera) | A     | Winfried Wottka   |

## Organigramma societario
Area tecnica
- Allenatore: Zlatko Čajkovski
- Allenatore in seconda: Karl-Heinz Mülhausen
- Preparatore dei portieri:
- Preparatori atletici:

## Calciomercato

### Sessione estiva
| Acquisti | Acquisti        | Acquisti       | Acquisti |
| R.       | Nome            | da             | Modalità |
| -------- | --------------- | -------------- | -------- |
| D        | Peter Loof      | Hannover 96 II |          |
| A        | Frank Obermeyer | Hannover 96 II |          |

| Cessioni | Cessioni           | Cessioni    | Cessioni |
| R.       | Nome               | a           | Modalità |
| -------- | ------------------ | ----------- | -------- |
| A        | Werner Gräber      | Wuppertal   |          |
| P        | Horst Grunenberg   | Bremerhaven |          |
| A        | Kaj Poulsen        | Beerschot   |          |
| A        | Walter Rodekamp    | RFC Liegi   |          |
| C        | Hermann Straschitz | Wuppertal   |          |

## Risultati

### Bundesliga

#### Girone di andata
| Arbitro: | Riegg |

|                                     |           |                             |
| Steinmann 24’ Görts 36’ Piontek 68’ | Marcatori | 66’ Anders 88’ Siemensmeyer |

| Arbitro: | Siebert |

|             |           |              |
| Bandura 28’ | Marcatori | 43’ Emmerich |

| Arbitro: | Seiler |

|            |           |  |
| Hornig 47’ | Marcatori |  |

| Arbitro: | Hennig |

|                          |           |                     |
| Bandura 38’ Bohnsack 65’ | Marcatori | 5’ Beer 23’ Nüssing |

| Arbitro: | Voß |

|          |           |             |
| Fern 84’ | Marcatori | 51’ Skoblar |

| Arbitro: | Linn |

|                          |           |                               |
| Skoblar 22’ Heynckes 35’ | Marcatori | 17’, 80’ Laumen 63’ Ackermann |

| Arbitro: | Binder |

|                                        |           |                              |
| Skoblar 2’, 28’, 59’ Heynckes 14’, 32’ | Marcatori | 70’ (rig.) Hoffmann 80’ Sell |

| Kaiserslautern 28 settembre 1968, ore 15:30 CET 8ª giornata | Kaiserslautern | 0 – 0 referto | Hannover 96 | Betzenbergstadion (15 000 spett.)\| Arbitro: \| Schreiner \| |
| Arbitro:                                                    | Schreiner      |               |             |                                                              |

| Arbitro: | Fritz |

|                               |           |                 |
| Heynckes 12’, 88’ Skoblar 70’ | Marcatori | 34’, 49’ Schütz |

| Arbitro: | Niemeyer |

|            |           |                                                       |
| Schulz 77’ | Marcatori | 4’ Bandura 7’ (aut.) Kurbjuhn 68’ Skoblar 70’ Stiller |

| Arbitro: | Betz |

|             |           |  |
| Skoblar 26’ | Marcatori |  |

| Arbitro: | Siepe |

|                            |           |           |
| Brungs 3’ Steffenhagen 54’ | Marcatori | 84’ Zobel |

| Arbitro: | Köhler |

|            |           |                         |
| Skoblar 1’ | Marcatori | 10’ Kalb 84’ Hölzenbein |

| Duisburg 9 novembre 1968, ore 15:30 CET 14ª giornata | Duisburg | 0 – 0 referto | Hannover 96 | Wedaustadion (9 000 spett.)\| Arbitro: \| Geng \| |
| Arbitro:                                             | Geng     |               |             |                                                   |

| Arbitro: | Hillebrand |

|             |           |           |
| Skoblar 29’ | Marcatori | 31’ Kaack |

| Arbitro: | Eschweiler |

|              |           |  |
| Weidmann 69’ | Marcatori |  |

| Arbitro: | Hilker |

|                  |           |  |
| Siemensmeyer 50’ | Marcatori |  |

#### Girone di ritorno
| Arbitro: | Betz |

|            |           |  |
| Breuer 18’ | Marcatori |  |

| Arbitro: | Wengenmayer |

|              |           |             |
| Emmerich 79’ | Marcatori | 27’ Skoblar |

| Arbitro: | Frickel |

|                                 |           |  |
| Skoblar 3’ Zobel 15’ Anders 80’ | Marcatori |  |

| Arbitro: | Spinnler |

|                   |           |                          |
| Müller 38’ (rig.) | Marcatori | 44’ Heynckes 81’ Kettler |

| Arbitro: | Bonacker |

|                          |           |                        |
| Heynckes 40’ Skoblar 69’ | Marcatori | 28’ Weida 76’ Koulmann |

| Arbitro: | Siebert |

|                           |           |                                    |
| Vogts 13’, 47’ Wimmer 19’ | Marcatori | 44’ Stiller 67’ (rig.) Hellingrath |

| Arbitro: | Ott |

|                      |           |  |
| Klostermann 60’, 87’ | Marcatori |  |

| Arbitro: | Weyland |

|  |           |                             |
|  | Marcatori | 18’ Hasebrink 84’ Kentschke |

| Arbitro: | Siepe |

|                       |           |             |
| Kohlars 45’ Kroth 69’ | Marcatori | 18’ Skoblar |

| Arbitro: | Malka |

|                          |           |                     |
| Skoblar 28’ Heynckes 41’ | Marcatori | 4’ Seeler 60’ Hönig |

| Arbitro: | Heumann |

|                  |           |              |
| Lütkebohmert 42’ | Marcatori | 36’ Heynckes |

| Arbitro: | Riegg |

|             |           |            |
| Skoblar 33’ | Marcatori | 29’ Brungs |

| Francoforte sul Meno 26 aprile 1969, ore 15:30 CET 30ª giornata | Eintracht Francoforte | 0 – 0 referto | Hannover 96 | Waldstadion (12 500 spett.)\| Arbitro: \| Eschweiler \| |
| Arbitro:                                                        | Eschweiler            |               |             |                                                         |

| Arbitro: | Regely |

|             |           |           |
| Skoblar 39’ | Marcatori | 64’ Gecks |

| Arbitro: | Niemeyer |

|                             |           |                        |
| Weiß 12’ Grzyb 39’ Maas 64’ | Marcatori | 8’, 73’ Zobel 81’ Loof |

| Arbitro: | Schulz |

|           |           |  |
| Brune 14’ | Marcatori |  |

| Arbitro: | Kindervater |

|                        |           |            |
| Müller 45’, 65’ (rig.) | Marcatori | 25’ Ritter |

### Coppa di Germania
| Arbitro: | Krumnack |

|          |           |                                   |
| Kipp 23’ | Marcatori | 2’, 15’ Heynckes 63’, 85’ Skoblar |

| Arbitro: | Hillebrand |

|                                    |           |                |
| Hellingrath 48’ (rig.) Skoblar 56’ | Marcatori | 49’, 70’ Haaga |

| Arbitro: | Schröck |

|  |           |                 |
|  | Marcatori | 63’ Hellingrath |

| Arbitro: | Spinnler |

|             |           |  |
| Čebinac 85’ | Marcatori |  |

### Coppa delle Fiere
| Arbitro: | Nilsson |

|                                           |           |                        |
| Siemensmeyer 15’ Heynckes 25’ Skoblar 30’ | Marcatori | 46’ Richter 53’ Hansen |

| Arbitro: | Dorpmans |

|  |           |                  |
|  | Marcatori | 80’ Siemensmeyer |

| Arbitro: | Mullan |

|                                |           |                             |
| Ohlsson 54’, 65’, 85’ Grip 57’ | Marcatori | 48’ Anders 77’ Siemensmeyer |

| Arbitro: | Schaut |

|                                         |           |                          |
| Skoblar 16’, 17’ Heynckes 49’, 51’, 77’ | Marcatori | 12’ Nilsson 70’ Lundblad |

| Arbitro: | Perales |

|                                                     |           |                 |
| O'Grady 4’ Hunter 35’ Lorimer 52’, 64’ Charlton 62’ | Marcatori | 86’ Hellingrath |

| Arbitro: | Dorpmans |

|              |           |                      |
| Heynckes 85’ | Marcatori | 5’ Belfitt 16’ Jones |

## Statistiche

### Statistiche di squadra
| Competizione      | Punti | In casa | In casa | In casa | In casa | In casa | In casa | In trasferta | In trasferta | In trasferta | In trasferta | In trasferta | In trasferta | Totale | Totale | Totale | Totale | Totale | Totale | DR |
| Competizione      | Punti | G       | V       | N       | P       | Gf      | Gs      | G            | V            | N            | P            | Gf           | Gs           | G      | V      | N      | P      | Gf     | Gs     | DR |
| ----------------- | ----- | ------- | ------- | ------- | ------- | ------- | ------- | ------------ | ------------ | ------------ | ------------ | ------------ | ------------ | ------ | ------ | ------ | ------ | ------ | ------ | -- |
| Bundesliga        | 32    | 17      | 7       | 7       | 3       | 28      | 21      | 17           | 2            | 7            | 8            | 19           | 24           | 34     | 9      | 14     | 11     | 47     | 45     | +2 |
| Coppa di Germania | -     | 1       | 0       | 1       | 0       | 2       | 2       | 3            | 2            | 0            | 1            | 5            | 2            | 4      | 2      | 1      | 1      | 7      | 4      | +3 |
| Coppa delle Fiere | -     | 3       | 2       | 0       | 1       | 9       | 6       | 3            | 1            | 0            | 2            | 4            | 9            | 6      | 3      | 0      | 3      | 13     | 15     | -2 |
| Totale            | 32    | 21      | 9       | 8       | 4       | 39      | 29      | 23           | 5            | 7            | 11           | 28           | 35           | 44     | 14     | 15     | 15     | 67     | 64     | +3 |

### Andamento in campionato
| Giornata  | 1  | 2  | 3  | 4  | 5  | 6  | 7  | 8  | 9 | 10 | 11 | 12 | 13 | 14 | 15 | 16 | 17 | 18 | 19 | 20 | 21 | 22 | 23 | 24 | 25 | 26 | 27 | 28 | 29 | 30 | 31 | 32 | 33 | 34 |
| --------- | -- | -- | -- | -- | -- | -- | -- | -- | - | -- | -- | -- | -- | -- | -- | -- | -- | -- | -- | -- | -- | -- | -- | -- | -- | -- | -- | -- | -- | -- | -- | -- | -- | -- |
| Luogo     | T  | C  | T  | C  | T  | C  | C  | T  | C | T  | C  | T  | C  | T  | C  | T  | C  | C  | T  | C  | T  | C  | T  | T  | C  | T  | C  | T  | C  | T  | C  | T  | C  | T  |
| Risultato | P  | N  | P  | N  | N  | P  | V  | N  | V | V  | V  | P  | P  | N  | N  | P  | V  | V  | N  | V  | V  | N  | P  | P  | P  | P  | N  | N  | N  | N  | N  | N  | V  | P  |
| Posizione | 11 | 12 | 15 | 15 | 15 | 17 | 13 | 14 | 9 | 7  | 5  | 7  | 11 | 9  | 9  | 12 | 9  | 8  | 8  | 7  | 7  | 7  | 7  | 8  | 8  | 9  | 9  | 9  | 9  | 10 | 11 | 11 | 9  | 11 |

Legenda:

Luogo: C = Casa; T = Trasferta. Risultato: V = Vittoria; N = Pareggio; P = Sconfitta.

### Statistiche dei giocatori
| Giocatore       | Bundesliga | Bundesliga | Bundesliga  | Bundesliga | Coppa di Germania | Coppa di Germania | Coppa di Germania | Coppa di Germania | Coppa delle Fiere | Coppa delle Fiere | Coppa delle Fiere | Coppa delle Fiere | Totale   | Totale | Totale      | Totale     |
| Giocatore       | Presenze   | Reti       | Ammonizioni | Espulsioni | Presenze          | Reti              | Ammonizioni       | Espulsioni        | Presenze          | Reti              | Ammonizioni       | Espulsioni        | Presenze | Reti   | Ammonizioni | Espulsioni |
| --------------- | ---------- | ---------- | ----------- | ---------- | ----------------- | ----------------- | ----------------- | ----------------- | ----------------- | ----------------- | ----------------- | ----------------- | -------- | ------ | ----------- | ---------- |
| W. Ahnefeld     | 3          | 0          | 0           | 0          | 0                 | 0                 | 0                 | 0                 | 0                 | 0                 | 0                 | 0                 | 3        | 0      | 0           | 0          |
| P. Anders       | 31         | 2          | 0           | 1          | 3                 | 0                 | 0                 | 0                 | 6                 | 1                 | 0                 | 0                 | 40       | 3      | 0           | 1          |
| J. Bandura      | 34         | 3          | 0           | 0          | 4                 | 0                 | 0                 | 0                 | 6                 | 0                 | 0                 | 0                 | 44       | 3      | 0           | 0          |
| K. Bohnsack     | 29         | 1          | 0           | 0          | 1                 | 0                 | 0                 | 0                 | 4                 | 0                 | 0                 | 0                 | 34       | 1      | 0           | 0          |
| C. Breuer       | 32         | 1          | 0           | 0          | 4                 | 0                 | 0                 | 0                 | 6                 | 0                 | 0                 | 0                 | 42       | 1      | 0           | 0          |
| C. Brune        | 11         | 1          | 0           | 0          | 0                 | 0                 | 0                 | 0                 | 1                 | 0                 | 0                 | 0                 | 12       | 1      | 0           | 0          |
| H. Hellingrath  | 34         | 1          | 0           | 0          | 4                 | 2                 | 0                 | 0                 | 6                 | 1                 | 0                 | 0                 | 44       | 4      | 0           | 0          |
| B. Helmschrot   | 6          | 0          | 0           | 0          | 0                 | 0                 | 0                 | 0                 | 2                 | 0                 | 0                 | 0                 | 8        | 0      | 0           | 0          |
| J. Heynckes     | 34         | 9          | 0           | 0          | 4                 | 2                 | 0                 | 0                 | 6                 | 5                 | 0                 | 0                 | 44       | 16     | 0           | 0          |
| N. Irtel        | 0          | 0          | 0           | 0          | 0                 | 0                 | 0                 | 0                 | 0                 | 0                 | 0                 | 0                 | 0        | 0      | 0           | 0          |
| B. Kettler      | 6          | 1          | 0           | 0          | 1                 | 0                 | 0                 | 0                 | 1                 | 0                 | 0                 | 0                 | 8        | 1      | 0           | 0          |
| O. Laszig       | 6          | 0          | 0           | 0          | 1                 | 0                 | 0                 | 0                 | 0                 | 0                 | 0                 | 0                 | 7        | 0      | 0           | 0          |
| P. Loof         | 27         | 1          | 0           | 0          | 4                 | 0                 | 0                 | 0                 | 4                 | 0                 | 0                 | 0                 | 35       | 1      | 0           | 0          |
| F. Obermeyer    | 0          | 0          | 0           | 0          | 0                 | 0                 | 0                 | 0                 | 0                 | 0                 | 0                 | 0                 | 0        | 0      | 0           | 0          |
| K. Plischke     | 0          | 0          | 0           | 0          | 1                 | 0                 | 0                 | 0                 | 1                 | 0                 | 0                 | 0                 | 2        | 0      | 0           | 0          |
| H. Podlasly     | 29         | 0          | 0           | 0          | 4                 | 0                 | 0                 | 0                 | 5                 | 0                 | 0                 | 0                 | 38       | 0      | 0           | 0          |
| R. Reschke      | 0          | 0          | 0           | 0          | 0                 | 0                 | 0                 | 0                 | 0                 | 0                 | 0                 | 0                 | 0        | 0      | 0           | 0          |
| K. Ritter       | 2          | 1          | 0           | 0          | 0                 | 0                 | 0                 | 0                 | 1                 | 0                 | 0                 | 0                 | 3        | 1      | 0           | 0          |
| H. Siemensmeyer | 24         | 2          | 0           | 0          | 2                 | 0                 | 0                 | 0                 | 5                 | 3                 | 0                 | 0                 | 31       | 5      | 0           | 0          |
| J. Skoblar      | 26         | 17         | 0           | 0          | 3                 | 3                 | 0                 | 0                 | 5                 | 3                 | 0                 | 0                 | 34       | 23     | 0           | 0          |
| R. Stiller      | 34         | 2          | 0           | 0          | 4                 | 0                 | 0                 | 0                 | 6                 | 0                 | 0                 | 0                 | 44       | 2      | 0           | 0          |
| W. Wottka       | 3          | 0          | 0           | 0          | 1                 | 0                 | 0                 | 0                 | 1                 | 0                 | 0                 | 0                 | 5        | 0      | 0           | 0          |
| R. Zobel        | 33         | 4          | 0           | 0          | 4                 | 0                 | 0                 | 0                 | 6                 | 0                 | 0                 | 0                 | 43       | 4      | 0           | 0          |